# Johana Harris
Johana Harris (geb. Mary Beula Aleta Duffey; * 31. Dezember 1912 in Ottawa; † 5. Juni 1995 in Los Angeles) war eine kanadische Pianistin, Komponistin und Musikpädagogin.

## Leben
Beula Duffey hatte am Konservatorium von Ottawa Unterricht zunächst bei Bertha LaVerde Worden, später bei Harry Puddicombe. Sie schloss die Ausbildung elfjährig ab und hatte ihren ersten Soloauftritt als „Ottawa’s Wonder Child Pianiste“ 1925 mit Werken von Edvard Grieg, Frédéric Chopin und Franz Liszt sowie einer eigenen Komposition.
Im gleichen Jahr ging sie mit ihrer Familie nach New York und nahm privaten Unterricht bei Ernest Hutcheson, dem Direktor der Juilliard School of Music. 1927 wurde sie als Stipendiatin in das Graduiertenprogramm der Juilliard School aufgenommen und studierte nun auch Gesang, Komposition (bei Rubin Goldmark), Kontrapunkt, Kammermusik und Literatur. In dieser Zeit trat sie mit Hutcheson im Programm CBS Sunday auf. Als Assistentin Hutchesons wurde sie die jüngste Lehrkraft, die die Juilliard School je hatte.
Von 1929 bis 1933 studierte sie an der Hochschule für Musik Berlin, dann kehrte sie an die Juilliard School zurück. Hier lernte sie den dreizehn Jahre älteren Komponisten Roy Harris kennen, der ebenfalls an der Juilliard School unterrichtete. Beide heirateten 1936, Duffey nahm den Namen ihres Mannes an und zu Ehren Johann Sebastian Bachs den Vornamen Johana.
Zu Gunsten ihres Mannes und ihrer Familie verzichtet Johana Harris auf eine internationale Karriere als Konzertpianistin. Sie verfolgte aber weiter eine aktive Laufbahn in den USA, wo sie mit Werken von Orlando Gibbons und Jan Pieterszoon Sweelinck, Johann Sebastian Bach, Frederic Chopin und Franz Liszt und von zeitgenössischen Komponisten wie Paul Hindemith, Arnold Schoenberg und Carlos Chávez Ramírez auftrat. Nicht zuletzt war sie eine wichtige Interpretin der Werke ihres Mannes, und Alberto Ginastera widmete dem Ehepaar Harris seine Klaviersonate Nr. 1.
Sie trat auch im Rundfunk und Fernsehen auf und spielte weiter über 100 Soloaufnahmen auf Schallplatte ein. Mit ihrem Mann organisierte sie Konzerte, beide gründeten 1959 den International String Congress und förderten die Folkmusik in den USA. Daneben betätigte sich Harris als Lehrerin und war selbst eine begabte Komponistin und Klavierimprovisatorin.
Roy Harris starb 1979, und im Jahr 1982 heiratete Johana Harris einen ihrer Schüler, den einundzwanzigjährigen Pianisten Jake Heggie, mit dem sie als Klavierduo durch die USA reiste. Das Paar trennte sich später, Heggie ging als Composer in Residence an die San Francisco Opera. Harris starb 1995 zweiundachtzigjährig an Krebs. Sie hatte zwei Söhne und drei Töchter. Ihr Sohn Daniel D. Harris wurde als Gitarrist und Schauspieler bekannt.